# Dumești (Iași)
Pour l’article homonyme, voir Dumești.
Dumești est une commune roumaine située dans le județ de Iași.